# Daniela Mattana
Daniela Mattana (Torino, 25 settembre 1983) è una calciatrice italiana, centrocampista offensivo dell'Atletico Oristano.

## Carriera
Daniela Mattana inizia a vestire la maglia dell'Atletico Oristano nella stagione 2000-2001 (altre fonti indicano già dalla 1999-2000), debuttando in Serie A, il massimo livello del campionato italiano femminile di calcio, mettendo a segno una rete e rimanendo legata alla squadra fino all'estate 2004, siglando complessivamente 20 reti, condividendo con le compagne la retrocessione patita al termine della stagione 2001-2002 e, grazie anche alle sue 10 reti, alla vittoria del girone A del campionato di Serie A2 2003-2004 e conseguente ritorno alla Serie A.
Prima dell'inizio del campionato, durante una partitella con amici, subisce un grave infortunio, la frattura scomposta del perone, che gli preclude per lungo tempo l'accesso ai campi di gioco. Durante il periodo di riabilitazione la società decide di cederla con il titolo di prestito al Villaputzu, società iscritta al campionato di Serie B 2004-2005, condividendo con la squadra l'accesso alla Serie A2 a fine stagione.
Ristabilitasi, per la stagione 2005-2006 ritorna all'Atletico Oristano dove nell'incontro inaugurale del campionato marca l'unica rete per le sarde nell'incontro in trasferta in cui viene travolto dal Torino 9-1. Condivide una delle più deludenti stagioni della squadra che, caratterizzata da un drastico ridimensionamento degli obiettivi da parte della dirigenza con trasferimento delle migliori giocatrici della stagione precedente, rendono impossibile al tecnico Roberto Porcheddu contare su un organico competitivo, collezionando 22 sconfitte in campionato e retrocedendo in Serie A2.
In seguito gioca per diverse società della Sardegna, tra la Serie A2 e Serie B nazionali e Serie C regionale: veste le maglie dell'Olbia in Serie A2 (8 reti stagionali), Villaputzu in A2 (10 reti), Atletico Oristano in A2 (5 + 7 reti), Villacidro, in Serie B, dove conquista la promozione in A2 e il titolo di capocannoniere con 21 reti, Sporting Cagliari in Serie C regionale (18 reti), e infine ancora Atletico Oristano per due stagioni in A2 con 13 reti.
Incinta del figlio Giuseppe decide di interrompere l'attività dall'estate 2015, frequentando dopo la sua nascita anche un corso per operatore socio-sanitario, tesserandosi nuovamente con l'Atletico Oristano per la stagione 2017-2018 scendendo in campo in 10 occasioni e siglando una rete nel campionato di Serie B.

## Palmarès
- Campionato italiano di Serie B: 1

Villaputzu: 2004-2005 (terzo livello)
Villacidro Villgomme: 2010-2011 (terzo livello)